# Blixa Bargeld
Blixa Bargeld (vlastním jménem Christian Emmerich; * 12. ledna 1959, Západní Berlín, Německo) je skladatel, hudebník, herec, zpěvák. Je protagonistou industrialové hudební skupiny Einstürzende Neubauten, také vystupoval se skupinou Nicka Cavea Nick Cave and the Bad Seeds. V roce 1980 založil skupinu Einstürzende Neubauten, jež existuje dodnes. V roce 2013 zahájil spolupráci s italským hudebníkem Teho Teardo. během tří let spolupráce vydali tři alba:
- Still Smiling (2013)
- Spring (2014)
- Nerissimo (2016)